# 希滕博
希滕博（Chitembo）是位於安哥拉中部的市鎮，由比耶省負責管轄，面積19平方公里，主要農作物包括木薯粉、玉米、紅薯、水果和蔬菜，2013年人口198,000，人口密度每平方公里10人。